# کمیسیون ماده ۱۰ احزاب
کمیسیون ماده ۱۰ احزاب و جمعیت‌ها، نهادی است که بر اساس ماده ۱۰ قانون فعالیت احزاب و جمعیت‌ها مصوب ۳۰/۳/۱۳۶۱ هیئت وزیران، تشکیل شده‌است.
وظیفه این کمیسیون بررسی درخواست تأسیس انجمن‌های سیاسی و نهادهای صنفی و ارائه آن برای صدور مجوز تأسیس به وزارت کشور و پس از آن معرفی به قوه قضاییه برای ثبت در آن قوه به منظور فعالیت رسمی تشکل است.
ترکیب کمیسیون ماده ۱۰:
1. نماینده دادستان کل کشور
2. نماینده رئیس قوه قضاییه
3. یک نماینده از میان دبیران کل احزاب ملی و یک نماینده از میان دبیران کل احزاب استانی دارای پروانه فعالیت
4. معاون سیاسی وزارت کشور
5. دو نماینده به انتخاب مجلس از بین نمایندگان داوطلب.

فعالیت این کمیسیون از سال ۱۳۷۷ شکل منظم و سازمان یافته تری گرفت و بسیاری از تشکل‌های سیاسی شامل احزاب مختلف و صنفی شامل نهادهای ورزشی، فرهنگی و صنعتی طی سال‌های پایانی دهه ۷۰ خورشیدی با تأیید این نهاد برابر قانون از وزارت کشور و قوه قضاییه مجوز تأسیس و فعالیت گرفتند.
از اقدامات چند سال اخیر کمیسیون ماده ۱۰ احزاب، جلوگیری از فعالیت تشکل‌های سیاسی همچون جبهه مشارکت ایران اسلامی و سازمان مجاهدین انقلاب اسلامی ایران و ارائه پرونده آنان به قوه قضاییه برای ابطال مجوز است.